# Lebução
Lebução é uma povoação portuguesa do Município de Valpaços que foi sede da extinta Freguesia de Lebução, freguesia que tinha 14,36 km² de área e 550 habitantes (2021), e, por isso, uma densidade populacional de 39,1 hab./km².
A Freguesia de Lebução foi extinta (agregada) pela reorganização administrativa de 2012/2013, tendo o seu território sido integrado na então criada Freguesia de Lebução, Fiães e Nozelos.

## População
| Número de habitantes | Número de habitantes | Número de habitantes | Número de habitantes | Número de habitantes | Número de habitantes | Número de habitantes | Número de habitantes | Número de habitantes | Número de habitantes | Número de habitantes | Número de habitantes | Número de habitantes | Número de habitantes | Número de habitantes |
| -------------------- | -------------------- | -------------------- | -------------------- | -------------------- | -------------------- | -------------------- | -------------------- | -------------------- | -------------------- | -------------------- | -------------------- | -------------------- | -------------------- | -------------------- |
| 1864                 | 1878                 | 1890                 | 1900                 | 1911                 | 1920                 | 1930                 | 1940                 | 1950                 | 1960                 | 1970                 | 1981                 | 1991                 | 2001                 | 2011                 |
| 1.040                | 1.181                | 1.084                | 1.176                | 1.190                | 1.063                | 1.122                | 951                  | 1.015                | 1.144                | 737                  | 747                  | 635                  | 600                  | 562                  |

(Obs.: Número de habitantes "residentes", ou seja, que tinham a residência oficial neste concelho à data em que os censos  se realizaram.)
Com lugares desta freguesia foi criada a freguesia de Nozelos ( decreto lei nº 23.174, de 26/10/1933)
| Distribuição da População por Grupos Etários em 2001 e 2011 | Distribuição da População por Grupos Etários em 2001 e 2011 | Distribuição da População por Grupos Etários em 2001 e 2011 | Distribuição da População por Grupos Etários em 2001 e 2011 | Distribuição da População por Grupos Etários em 2001 e 2011 | Distribuição da População por Grupos Etários em 2001 e 2011 | Distribuição da População por Grupos Etários em 2001 e 2011 | Distribuição da População por Grupos Etários em 2001 e 2011 | Distribuição da População por Grupos Etários em 2001 e 2011 | Distribuição da População por Grupos Etários em 2001 e 2011 |
| ----------------------------------------------------------- | ----------------------------------------------------------- | ----------------------------------------------------------- | ----------------------------------------------------------- | ----------------------------------------------------------- | ----------------------------------------------------------- | ----------------------------------------------------------- | ----------------------------------------------------------- | ----------------------------------------------------------- | ----------------------------------------------------------- |
| Idade                                                       | 0-14                                                        | 15-24                                                       | 25-64                                                       | > 65                                                        |                                                             | 0-14                                                        | 15-24                                                       | 25-64                                                       | > 65                                                        |
| 2001                                                        | 102                                                         | 58                                                          | 268                                                         | 172                                                         |                                                             | 17,0%                                                       | 9,7%                                                        | 44,7%                                                       | 28,7%                                                       |
| 2011                                                        | 81                                                          | 59                                                          | 255                                                         | 167                                                         |                                                             | 14,4%                                                       | 10,5%                                                       | 45,4%                                                       | 29,7%                                                       |